# Бывает и хуже (сезон 7)
Седьмой сезон американского ситкома «Бывает и хуже», премьера которого состоялась на канале ABC 23 сентября 2015 года, а заключительная серия вышла 18 мая 2016 года, состоит из 24 эпизодов.

## В ролях
| - Патриция Хитон — Фрэнсис «Фрэнки» Хэк - Нил Флинн — Майкл «Майк» Хэк мл. - Чарли Макдермотт — Аксель Хэк - Иден Шер — Сью Хэк - Аттикус Шаффер — Брик (Блок) Хэк |

## Эпизоды
| № общий | № в сезоне | Название                                                         | Режиссёр        | Автор сценария               | Дата премьеры    | Произв. код | Зрители в США (млн) |
| --- | ---------- | ---------------------------------------------------------------- | --------------- | ---------------------------- | ---------------- | ----------- | ------------------- |
| 145 | 1          | «Not Your Brother's Drop Off» «Провожаем в колледж не как брата» | Ли Шаллат-Чемел | Тим Хоберт                   | 23 сентября 2015 | 4X7101      | 8,21                |
| Пришло время провожать Сью в колледж. |            |                                                                  |                 |                              |                  |             |                     |
| 146 | 2          | «The Cutting the Cord» «Перерезая пуповину»                      | Дэнни Саллес    | Рич Дэм                      | 30 сентября 2015 | 4X7102      | 7,91                |
| Сью никак не начнёт самостоятельную жизнь, а Фрэнки во всем ей потакает. В отсутствие Акселя и Сью родители решают отдохнуть, не обращая внимания на Блока. Аксель и Хатч пытаются справиться с муравьями. |            |                                                                  |                 |                              |                  |             |                     |
| 147 | 3          | «The Shirt» «Рубашка»                                            | Ли Шаллат-Чемел | Джана Хантер и Митч Хантер   | 7 октября 2015   | 4X7103      | 7,30                |
| Блоку приходится брать на себя все обязанности по дому. Майк неожиданно меняет имидж. Сью влезает в отношения Акселя и Девин. |            |                                                                  |                 |                              |                  |             |                     |
| 148 | 4          | «Risky Business» «Рисковая затея»                                | Фил Трейлл      | Илана Верник                 | 14 октября 2015  | 4X7104      | 7,12                |
| Аксель пытается добиться разрешения водить мотоцикл Майка. У Расти новая бизнес-идея, и Майк неожиданно её поддерживает. |            |                                                                  |                 |                              |                  |             |                     |
| 149 | 5          | «Land of the Lost» «Затерянный мир»                              | Ли Шаллат-Чемел | Рой Браун                    | 21 октября 2015  | 4X7105      | 7,08                |
| Блок приезжает в колледж Сью на экскурсию, но Сью слишком увлечена своими делами, чтобы за ним следить. Хатч и Аксель жалуются в мэрию на плохое состояние дома, в котором они живут. С Майком творится что-то странное. |            |                                                                  |                 |                              |                  |             |                     |
| 150 | 6          | «Halloween VI: Tick Tock Death» «Хэллоуин 6: Тик-так Смерть»     | Эллиот Хигарти  | Тим Хоберт                   | 28 октября 2015  | 4X7106      | 7,43                |
| Хатч, Аксель и Кенни теперь живут в доме Хэков. Сью и Фрэнки устраивают совместный Хэллоуин и мстят Рите Глосснер за всё. |            |                                                                  |                 |                              |                  |             |                     |
| 151 | 7          | «Homecoming II: The Tailgate» «Возвращение домой 2: Пикник»      | Ли Шаллат-Чемел | Илана Верник                 | 11 ноября 2015   | 4X710       | 7,62                |
| Фрэнки надеется отдохнуть на встрече выпускников, но приезжает её мама и всё портит. Майк участвует в соревнованиях по корнхолу. |            |                                                                  |                 |                              |                  |             |                     |
| 152 | 8          | «Thanksgiving VII» «День Благодарения 7»                         | Рич Дэм         | Эллиот Хигарти               | 18 ноября 2015   | 4X7108      | 7,93                |
| Хеки переносят День Благодарения. Из-за вынужденного перерыва в работе Фрэнки возвращается на подработку. Сью пытается устроить встречу с Логаном, но никак не может отлучиться с работы в закусочной. |            |                                                                  |                 |                              |                  |             |                     |
| 153 | 9          | «The Convention» «Конференция»                                   | Ли Шаллат-Чемел | Джана Хантер и Митч Хантер   | 2 декабря 2015   | 4X7109      | 7,64                |
| Аксель занимает свободное место в комнате Сью в общежитии. Клиника Фрэнки стала частью сети и Майк вместе с Фрэнки отправляется на конференцию по стоматологии. Блок остаётся дома с Большим Майком. |            |                                                                  |                 |                              |                  |             |                     |
| 154 | 10         | «Not So Silent Night» «Не тихая ночь»                            | Мелисса Косар   | Диэнн Хелайн и Эйлин Хейслер | 9 декабря 2015   | 4X7110      | 8,06                |
| Хэки решают не ехать в церковь на Рождественскую службу. Из-за семейной фотографии, которую сделала Сью разгорается целая трагедия. |            |                                                                  |                 |                              |                  |             |                     |
| 155 | 11         | «The Rush» «Гонка»                                               | Ли Шаллат-Чемел | Рой Браун                    | 6 января 2016    | 4X7111      | 7,84                |
| Сью проходит собеседования в женские клубы колледжа. Аксель помогает Майку на выставке товаров для детей. |            |                                                                  |                 |                              |                  |             |                     |
| 156 | 12         | «Birds of a Feather» «Рыбак рыбака»                              | Виктор Нелли    | Тим Хоберт                   | 13 января 2016   | 4X7112      | 7,46                |
| После ребрендинга клиники Фрэнки совсем не нравится там работать. Аксель проходит стажировку в крупной фирме, но оказывается, что работа - совсем не то, что он себе представлял. |            |                                                                  |                 |                              |                  |             |                     |
| 157 | 13         | «Floating 50» «50-летний юбилей»                                 | Ли Шаллат-Чемел | Рич Дэм                      | 20 января 2016   | 4X7113      | 7,24                |
| Майк просит Акселя и Брика помочь ему организовать запоздалую вечеринку к 50-летию Фрэнки, но Брик задержан тренером Тинк, которая убеждена, что cможет превратить его в спортсмена. Сью становится посмешищем, когда она публикует заметку о своем потерянном носке на доске объявлений в колледже. |            |                                                                  |                 |                              |                  |             |                     |
| 158 | 14         | «Film, Friends and Fruit Pies» «Кино, друзья и фруктовые пироги» | Блейк Т. Эванс  | Джана Хантер и Митч Хантер   | 10 февраля 2016  | 4X7114      | 6,85                |
| Аксель узнает от своего босса cекрет, который влияет на штатных сотрудников, что заставляет его нервничать. Лекси продолжает покупать дорогие вещи для комнаты в общежитии и ожидает, что Сью заплатит половину, хотя она никогда не консультируется с Сью по поводу покупок. Брик готовит видео для школьного проекта. |            |                                                                  |                 |                              |                  |             |                     |
| 159 | 15         | «Hecks at a Movie» «Хэки в кино»                                 | Ли Шаллат-Чемел | Илана Верник                 | 17 февраля 2016  | 4X7115      | 7,29                |
| Хэки впервые ведут Брика в кинотеатр, но любитель книг возмущен трейлером фильма, основанного на серии Планета Нигде. Фрэнки сердится на Майка после того, как он шикает на нее, когда она несколько раз прерывает историю Билла Норвуда. Аксель и Шон вспоминают о своих первых поцелуях; Сью воссоединяется с Логаном, который говорит, что думает стать священником; и фотографии, которые Сью случайно удалила с компьютера в канун Рождества, возвращаются, давая всем некоторую перспективу. |            |                                                                  |                 |                              |                  |             |                     |
| 160 | 16         | «The Man Hunt» «Охота»                                           | Дэнни Саллес    | Рой Браун                    | 24 февраля 2016  | 4X7116      | 7,30                |
| Сью, пытаясь забыть Логана, идет на вечеринку с Лекси и получает совет от Фрэнки. Аксель и Хатч переезжают в дом на колесах, который они купили на полицейском аукционе, но обнаруживают что мест, где они могут законно припарковать его, мало. Брик возвращается с бар-мицвы друга и спрашивает Майка об обрядах взросления в их протестантской семье. |            |                                                                  |                 |                              |                  |             |                     |
| 161 | 17         | «The Wisdom Teeth» «Зубы мудрости»                               | Ли Шаллат-Чемел | Стейси Пулвер                | 16 марта 2016    | 4X7117      | 7,15                |
| Акселю и Сью удаляют зубы мудрости во время весенних каникул, Фрэнки не может дождаться, чтобы окружить детей заботой. Майку грозит иск от бывшей жены Расти, так как Расти утверждает, что она придумала идею для их бизнеса подгузников. |            |                                                                  |                 |                              |                  |             |                     |
| 162 | 18         | «A Very Donahue Vacation» «Отпуск с Донахью»                     | Джаффар Махмуд  | Рич Дэм                      | 23 марта 2016    | 4X7118      | 7,24                |
| Хэки и Донахью проводят отпуск вмести. Младшая дочь Донахью подслушивает Фрэнки, которая называет Нэнси «душной» и использует это, чтобы шантажировать Фрэнки. Аксель использует Брика, чтобы знакомиться с девушками; Сью объявляет Майку, что она и Брэд устроились на летнюю работу в Долливуде. |            |                                                                  |                 |                              |                  |             |                     |
| 163 | 19         | «Crushed» «Влюблённость»                                         | Ли Шаллат-Чемел | Тим Хоберт                   | 6 апреля 2016    | 4X7119      | 7,04                |
| Фрэнки, Майк и Брик ужинают с Синди и ее родителями, семья Синди просит у Хеков солидный заем, чтобы спасти их дом. Сью влюбляется в профессора в колледже. |            |                                                                  |                 |                              |                  |             |                     |
| 164 | 20         | «Survey Says...» «Согласно опросу...»                            | Ли Шаллат-Чемел | Илана Верник                 | 13 апреля 2016   | 4X7120      | 6,98                |
| Фрэнки посещает Сью в колледже и знакомится с Джереми, новым бойфрендом-активистом Сью. Сью и Джереми осуждают Фрэнки за недостаточную заботу о различных вещах. Узнав, что Аксель хочет бросить футбол, Майк старается отговорить его. Брик усердно отвечает на опрос удовлетворенности клиентов в отношении миллиметровки, которую он купил онлайн. |            |                                                                  |                 |                              |                  |             |                     |
| 165 | 21         | «The Lanai» «Ланаи»                                              | Блейк Т. Эванс  | Джана Хантер и Митч Хантер   | 27 апреля 2016   | 4X7121      | 6,72                |
| Фрэнки не может расслабиться на новой веранде, потому что у новой соседки Дирдре (Эмили Разерфорд) трое шумных неугомонных детей. Сью и Лекси нервничают из-за места, которое они могут получить в предстоящем семестре по лотерее в общежитии. Аксель и Хатч начинают бизнес по продаже бутербродов с жареным сыром, которые готовит Кенни. |            |                                                                  |                 |                              |                  |             |                     |
| 166 | 22         | «Not Mother's Day» «Не день матери»                              | Ли Шаллат-Чемел | Рич Дэм                      | 4 мая 2016       | 4X7122      | 7,02                |
| Мужчина в очереди оплачивает продукты Фрэнки. Вдохновленная Фрэнки заставляет каждого члена семьи делать что-то хорошее для другого. Хаос наступает, когда Хеки и приехавшая в гости Пэт (Марша Мейсон) пытаются выполнить свои обещания. |            |                                                                  |                 |                              |                  |             |                     |
| 167 | 23         | «Find My Hecks» «Найдите моих Хэков»                             | Фил Трейлл      | Рой Браун                    | 11 мая 2016      | 4X7123      | 6,73                |
| Аксель и Сью возвращаются с вечеринки в 2 часа ночи и отказываются соблюдать комендантский час, поэтому Фрэнки отслеживает местоположением Акселя и Сью без их ведома. Брик пытается выяснить, с кем он борется за право произносить прощальную речь на выпускном. |            |                                                                  |                 |                              |                  |             |                     |
| 168 | 24         | «The Show Must Go On» «Шоу должно продолжаться»                  | Ли Шаллат-Чемел | Тим Хоберт                   | 18 мая 2016      | 4X7124      | 6,73                |
| Брик заканчивает среднюю школу; Сью начать работу в Долливуде, в тот же день, что и выпускной Брика; Аксель устраивается на работу в дневной лагерь в загородном клубе и оказывается, что насмехается над 10-летней копией самого себя. |            |                                                                  |                 |                              |                  |             |                     |